# Стенунгсунд (комуна)
Комуна Стенунгсунд (швед. Stenungsunds kommun) — адміністративно-територіальна одиниця місцевого самоврядування, що розташована в лені Вестра-Йоталанд у південно-західній Швеції.
Стенунгсунд 241-а за величиною території комуна Швеції. Адміністративний центр комуни — місто Стенунгсунд.

## Населення
Населення становить 24 868 чоловік (станом на вересень 2012 року). 
| Кількість населення комуни Стенунгсунд за 1970-2010 роки | Кількість населення комуни Стенунгсунд за 1970-2010 роки | Кількість населення комуни Стенунгсунд за 1970-2010 роки | Кількість населення комуни Стенунгсунд за 1970-2010 роки | Кількість населення комуни Стенунгсунд за 1970-2010 роки |
| -------------------------------------------------------- | -------------------------------------------------------- | -------------------------------------------------------- | -------------------------------------------------------- | -------------------------------------------------------- |
| Рік                                                      |                                                          |                                                          | Населення                                                |                                                          |
| 1970                                                     | 1970                                                     |                                                          | 12 546                                                   | 12 546                                                   |
| 1975                                                     | 1975                                                     |                                                          | 14 617                                                   | 14 617                                                   |
| 1980                                                     | 1980                                                     |                                                          | 16 091                                                   | 16 091                                                   |
| 1985                                                     | 1985                                                     |                                                          | 17 034                                                   | 17 034                                                   |
| 1990                                                     | 1990                                                     |                                                          | 18 640                                                   | 18 640                                                   |
| 1995                                                     | 1995                                                     |                                                          | 19 852                                                   | 19 852                                                   |
| 2000                                                     | 2000                                                     |                                                          | 20 679                                                   | 20 679                                                   |
| 2005                                                     | 2005                                                     |                                                          | 22 947                                                   | 22 947                                                   |
| 2010                                                     | 2010                                                     |                                                          | 24 292                                                   | 24 292                                                   |
| Джерело: SCB                                             |                                                          |                                                          |                                                          |                                                          |

## Населені пункти
Комуні підпорядковано 11 міських поселень (tätort) та низка сільських, більші з яких:
- Стенунгсунд (Stenungsund)
- Едсмоль (Ödsmål)
- Уклум (Ucklum)
- Свенсгеґен (Svenshögen)
- Странднурум (Strandnorum)
- Стура-Геґа (Stora Höga)
- Галлерна (Hallerna)

## Міста побратими
Комуна підтримує побратимські контакти з такими муніципалітетами:
- Комуна Одда, Норвегія
- Гуйттинен, Фінляндія
- Фредеріксверк, Данія

## Галерея

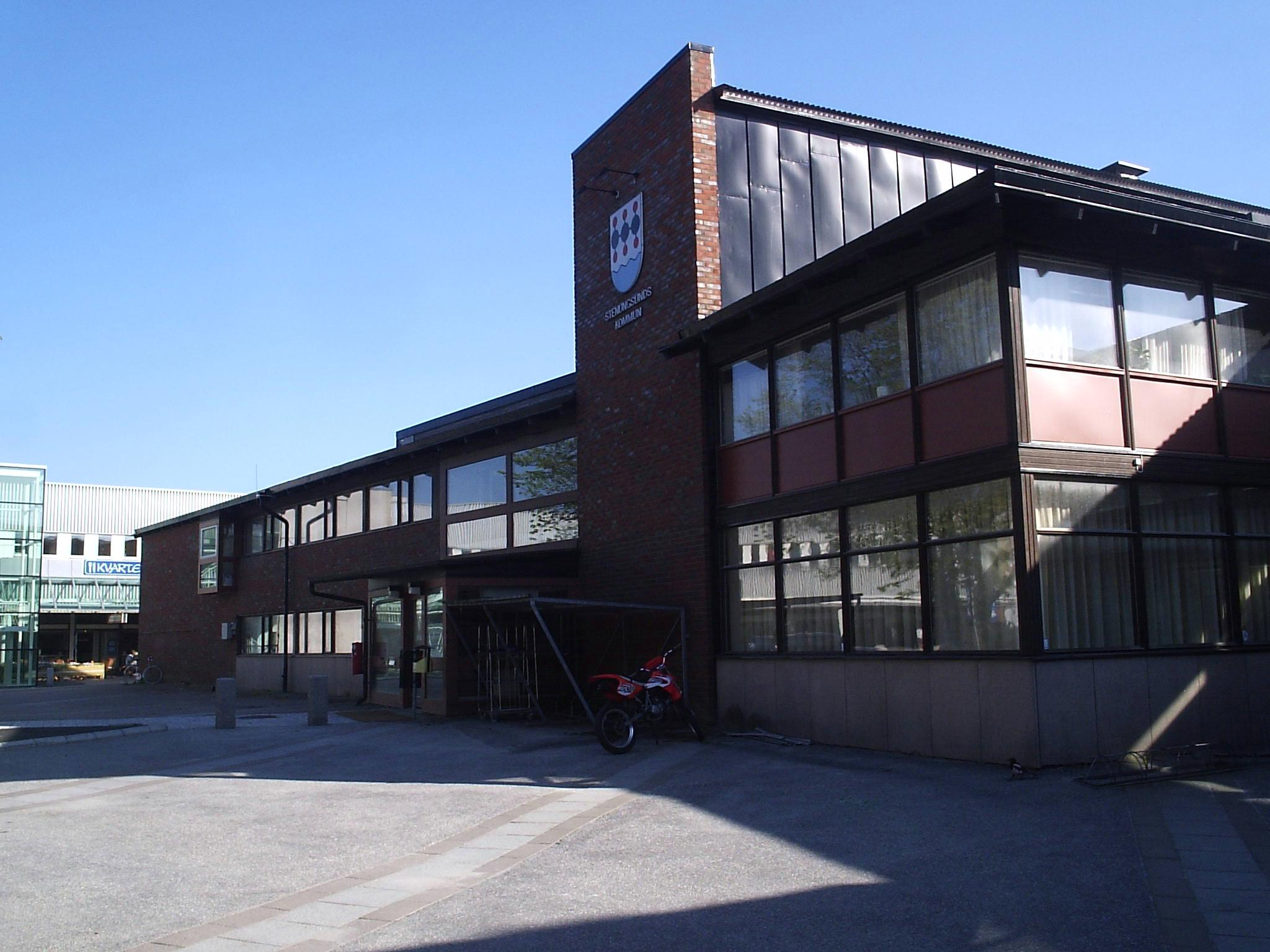
Управа комуни (Стенунгсунд)
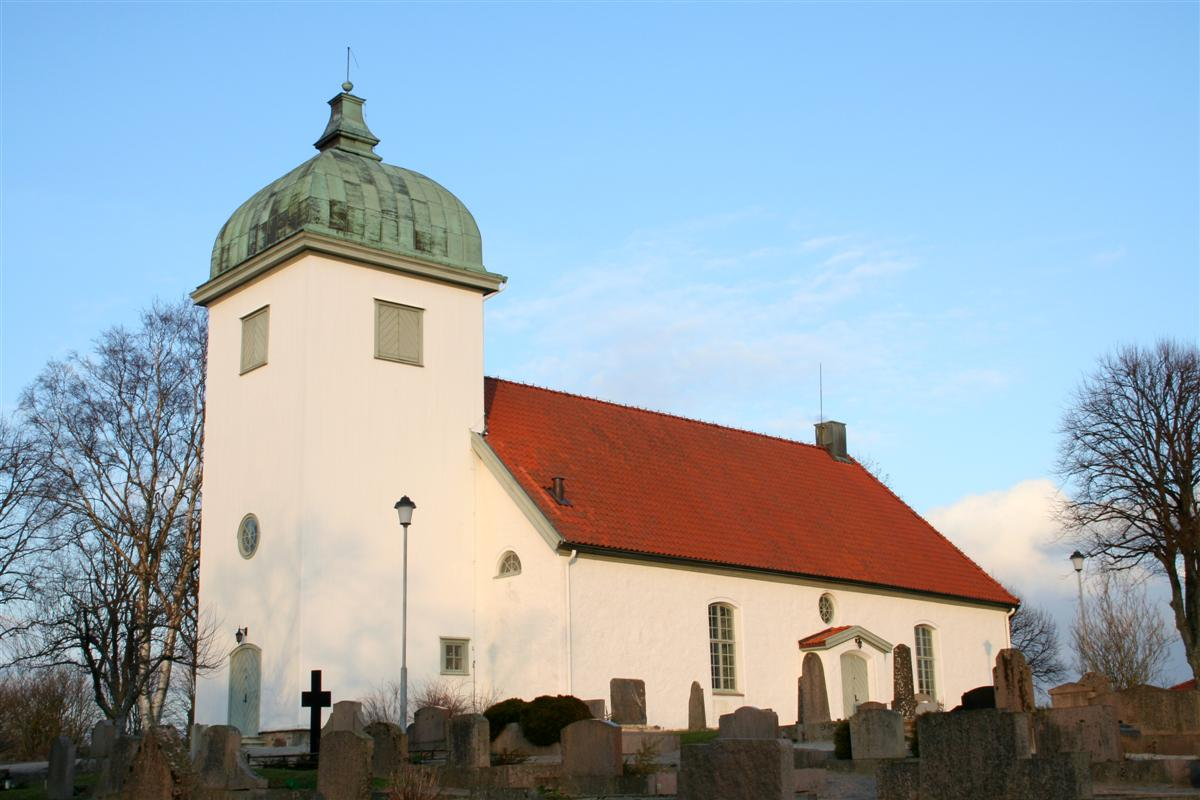
Церква (Єрланда)
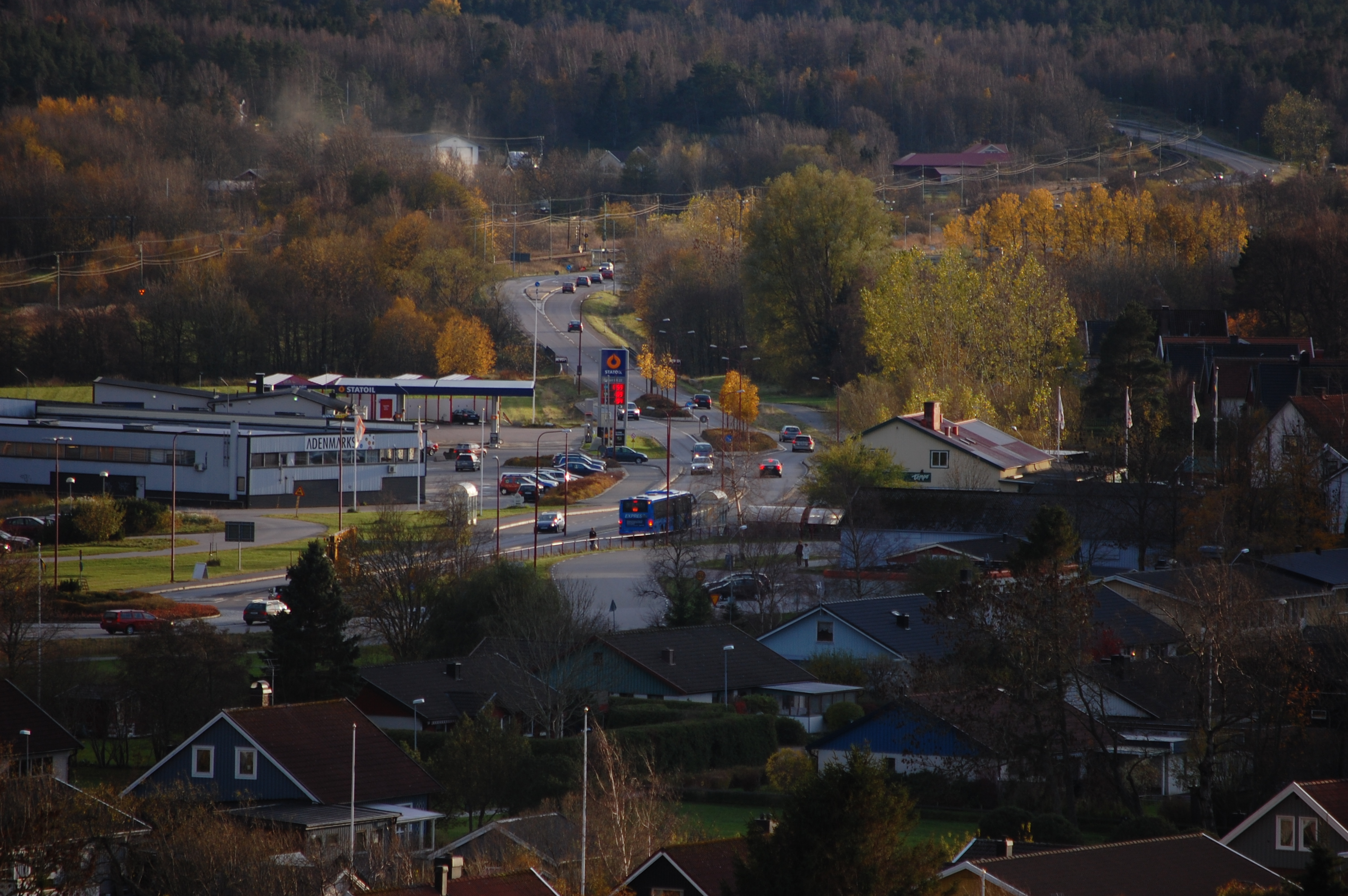
Містечко Стура-Геґа
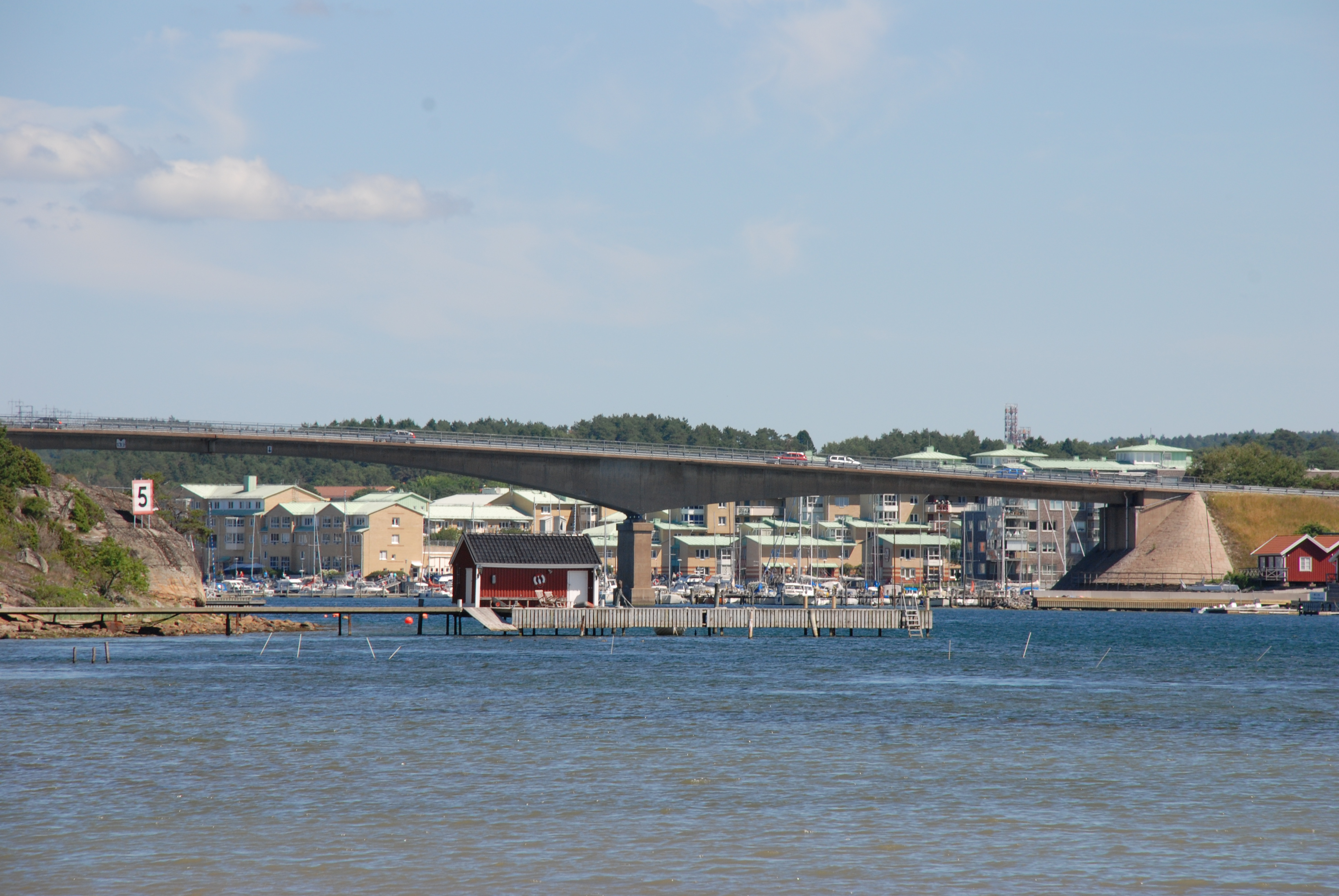
Міст у Стенунгсунді

## Виноски
1. ↑  Folkmangd i riket, lan och kommuner (шв.) . Центральне бюро статистики Швеції. Архів оригіналу за 20 серпня 2013. Процитовано 25 лютого 2013.